# Eintracht Frankfurt 1964-1965
Questa voce raccoglie le informazioni riguardanti il Eintracht Frankfurt nelle competizioni ufficiali della stagione 1964-1965.

## Stagione
Nella stagione 1964-1965 l'Eintracht Francoforte, allenato da Ivan Horvat, concluse il campionato di Bundesliga all'8º posto. In Coppa di Germania l'Eintracht Francoforte fu eliminato agli ottavi di finale dallo Schalke 04. In Coppa delle Fiere l'Eintracht Francoforte fu eliminato al primo turno dal Kilmarnock.

## Rosa
| N. |                     | Ruolo | Calciatore             |
| -- | ------------------- | ----- | ---------------------- |
|    | Serbia (bandiera)   | P     | Spira Đurić            |
|    | Germania (bandiera) | P     | Karl Eisenhofer        |
|    | Germania (bandiera) | P     | Egon Loy               |
|    | Germania (bandiera) | D     | Peter Blusch           |
|    | Germania (bandiera) | D     | Hans-Walter Eigenbrodt |
|    | Germania (bandiera) | D     | Willi Herbert          |
|    | Germania (bandiera) | D     | Hermann Höfer          |
|    | Germania (bandiera) | D     | Fritz Kübert           |
|    | Germania (bandiera) | D     | Friedel Lutz           |
|    | Germania (bandiera) | D     | Lothar Schämer         |
|    | Germania (bandiera) | D     | Richard Weber          |
|    | Germania (bandiera) | D     | Hans Weilbächer        |
|    | Germania (bandiera) | D     | Josef Weilbächer       |

| N. |                     | Ruolo | Calciatore          |
| -- | ------------------- | ----- | ------------------- |
|    | Germania (bandiera) | C     | Jürgen Friedrich    |
|    | Germania (bandiera) | C     | Alfred Horn         |
|    | Germania (bandiera) | C     | Helmut Kraus        |
|    | Germania (bandiera) | C     | Ludwig Landerer     |
|    | Germania (bandiera) | C     | Dieter Lindner      |
|    | Germania (bandiera) | C     | Dieter Stinka       |
|    | Austria (bandiera)  | A     | Willi Huberts       |
|    | Germania (bandiera) | A     | Georg Lechner       |
|    | Germania (bandiera) | A     | Wolfgang Solz       |
|    | Germania (bandiera) | A     | Erwin Stein         |
|    | Germania (bandiera) | A     | Horst Trimhold      |
|    | Austria (bandiera)  | A     | Hans-Georg Tutschek |

## Organigramma societario
Area tecnica
- Allenatore: Ivan Horvat
- Allenatore in seconda:
- Preparatore dei portieri:
- Preparatori atletici:

## Calciomercato

### Sessione estiva
| Acquisti | Acquisti            | Acquisti         | Acquisti |
| R.       | Nome                | da               | Modalità |
| -------- | ------------------- | ---------------- | -------- |
| A        | Georg Lechner       | Schwaben Augusta |          |
| A        | Hans-Georg Tutschek | Wr. Neustädter   |          |

| Cessioni | Cessioni | Cessioni | Cessioni |
| R.       | Nome     | a        | Modalità |
| -------- | -------- | -------- | -------- |

## Risultati

### Bundesliga

#### Girone di andata
| Arbitro: | Sturm |

|                       |           |                      |
| Huberts 54’ Höfer 70’ | Marcatori | 19’ Horst 33’ Libuda |

| Arbitro: | Kreitlein |

|  |           |            |
|  | Marcatori | 50’ Stinka |

| Arbitro: | Ott |

|  |           |                    |
|  | Marcatori | 32’, 55’ Zebrowski |

| Arbitro: | Deuschel |

|            |           |                            |
| Krämer 18’ | Marcatori | 21’, 57’ Huberts 29’ Kraus |

| Arbitro: | Betz |

|  |           |                                                                                |
|  | Marcatori | 4’ Zaczyk 6’, 30’ Wild 12’, 13’ Cieslarczyk 53’ (rig.), 84’ (rig.) Witlatschil |

| Arbitro: | Seekamp |

|            |           |                          |
| Faeder 26’ | Marcatori | 9’ Schämer 39’, 84’ Solz |

| Arbitro: | Baumgärtel |

|                       |           |             |
| Woldmann 27’ Wulf 86’ | Marcatori | 35’ Schämer |

| Arbitro: | Schulenburg |

|          |           |                                  |
| Solz 50’ | Marcatori | 45’, 60’, 85’ Müller 83’ Thielen |

| Arbitro: | Fritz |

|               |           |                           |
| Konietzka 11’ | Marcatori | 22’, 80’ Huberts 72’ Solz |

| Arbitro: | Siebert |

|           |           |            |
| Stein 57’ | Marcatori | 22’ Strehl |

| Arbitro: | Malka |

|                                  |           |                     |
| Rodekamp 38’ Nix 56’ Bandura 70’ | Marcatori | 62’ Stein 80’ Kraus |

| Arbitro: | Lutz |

|             |           |  |
| Huberts 68’ | Marcatori |  |

| Arbitro: | Schmidt |

|             |           |                      |
| Waldner 28’ | Marcatori | 5’ Stein 31’ Lindner |

| Arbitro: | Wieser |

|                       |           |                       |
| Stinka 45’ Blusch 52’ | Marcatori | 54’ Ulsaß 60’ Gerwien |

| Arbitro: | Hennig |

|  |           |                    |
|  | Marcatori | 84’ (rig.) Huberts |

#### Girone di ritorno
| Arbitro: | Schulenburg |

|              |           |           |
| Gerhardt 50’ | Marcatori | 51’ Stein |

| Arbitro: | Jacobi |

|                                              |           |             |
| Huberts 7’ Solz 23’ Lechner 56’ Trimhold 73’ | Marcatori | 85’ Grosser |

| Arbitro: | Deuschel |

|                       |           |                      |
| Lorenz 40’ Schütz 48’ | Marcatori | 46’ Stein 86’ Stinka |

| Arbitro: | Treichel |

|                         |           |                                  |
| Tutschek 31’ Stinka 80’ | Marcatori | 58’ Krämer 73’ Versteeg 87’ Lotz |

| Arbitro: | Thier |

|                        |           |              |
| Madl 21’ Wild 62’, 73’ | Marcatori | 34’ Trimhold |

| Arbitro: | Baumgärtel |

|                           |           |  |
| Solz 24’, 86’ Huberts 80’ | Marcatori |  |

| Arbitro: | Fritz |

|                         |           |              |
| Schämer 57’ Lechner 63’ | Marcatori | 23’ Kurbjuhn |

| Arbitro: | Ott |

|                                       |           |                                               |
| Müller 3’ Löhr 48’ Overath 52’ (rig.) | Marcatori | 9’, 74’ (rig.), 79’ Lechner 75’ (aut.) Hornig |

| Arbitro: | Treichel |

|  |           |                        |
|  | Marcatori | 66’ Emmerich 70’ Wosab |

| Norimberga 27 marzo 1965, ore 16:00 CET 25ª giornata | Norimberga | 0 – 0 referto | Eintracht Francoforte | Städtisches Stadion (25 000 spett.)\| Arbitro: \| Handwerker \| |
| Arbitro:                                             | Handwerker |               |                       |                                                                 |

| Arbitro: | Schmidt |

|                                         |           |                                    |
| Tutschek 43’, 60’ Steinwedel 74’ (aut.) | Marcatori | 27’ Mülhausen 83’ Nix 87’ Rodekamp |

| Arbitro: | Seekamp |

|                                                 |           |  |
| Simmet 33’, 34’ Weber 57’ (aut.) May 83’ (rig.) | Marcatori |  |

| Arbitro: | Riegg |

|               |           |                                 |
| Solz 33’, 86’ | Marcatori | 6’ Höller 25’ Wanner 88’ Reiner |

| Arbitro: | Thier |

|                                       |           |                  |
| Gerwien 33’ Ulsaß 55’ (rig.) Moll 76’ | Marcatori | 37’, 88’ Lechner |

| Arbitro: | Schulenburg |

|             |           |                       |
| Lechner 21’ | Marcatori | 22’ Prins 55’ Wrenger |

### Coppa di Germania
| Arbitro: | Siepe |

|                          |           |          |
| Trimhold 43’ Huberts 58’ | Marcatori | 65’ Glod |

| Arbitro: | Gusenburger |

|            |           |                          |
| Stinka 36’ | Marcatori | 7’ Herrmann 56’ Gerhardt |

### Coppa delle Fiere
| Arbitro: | Hauben |

|                                   |           |  |
| Stein 53’ Trimhold 55’ Stinka 77’ | Marcatori |  |

| Arbitro: | Adair |

|                                                          |           |            |
| Hamilton 13’, 87’ McIlroy 16’ McFadzean 51’ McInally 81’ | Marcatori | 2’ Huberts |

## Statistiche

### Statistiche di squadra
| Competizione      | Punti | In casa | In casa | In casa | In casa | In casa | In casa | In trasferta | In trasferta | In trasferta | In trasferta | In trasferta | In trasferta | Totale | Totale | Totale | Totale | Totale | Totale | DR |
| Competizione      | Punti | G       | V       | N       | P       | Gf      | Gs      | G            | V            | N            | P            | Gf           | Gs           | G      | V      | N      | P      | Gf     | Gs     | DR |
| ----------------- | ----- | ------- | ------- | ------- | ------- | ------- | ------- | ------------ | ------------ | ------------ | ------------ | ------------ | ------------ | ------ | ------ | ------ | ------ | ------ | ------ | -- |
| Bundesliga        | 29    | 15      | 4       | 4       | 7       | 24      | 33      | 15           | 7            | 3            | 5            | 26           | 25           | 30     | 11     | 7      | 12     | 50     | 58     | -8 |
| Coppa di Germania | -     | 2       | 1       | 0       | 1       | 3       | 3       | 0            | 0            | 0            | 0            | 0            | 0            | 2      | 1      | 0      | 1      | 3      | 3      | 0  |
| Coppa delle Fiere | -     | 1       | 1       | 0       | 0       | 3       | 0       | 1            | 0            | 0            | 1            | 1            | 5            | 2      | 1      | 0      | 1      | 4      | 5      | -1 |
| Totale            | 29    | 18      | 6       | 4       | 8       | 30      | 36      | 16           | 7            | 3            | 6            | 27           | 30           | 34     | 13     | 7      | 14     | 57     | 66     | -9 |

### Andamento in campionato
| Giornata  | 1 | 2 | 3  | 4 | 5  | 6 | 7  | 8  | 9 | 10 | 11 | 12 | 13 | 14 | 15 | 16 | 17 | 18 | 19 | 20 | 21 | 22 | 23 | 24 | 25 | 26 | 27 | 28 | 29 | 30 |
| --------- | - | - | -- | - | -- | - | -- | -- | - | -- | -- | -- | -- | -- | -- | -- | -- | -- | -- | -- | -- | -- | -- | -- | -- | -- | -- | -- | -- | -- |
| Luogo     | C | T | C  | T | C  | T | T  | C  | T | C  | T  | C  | T  | C  | T  | T  | C  | T  | C  | T  | C  | C  | T  | C  | T  | C  | T  | C  | T  | C  |
| Risultato | N | V | P  | V | P  | V | P  | P  | V | N  | P  | V  | V  | N  | V  | N  | V  | N  | P  | P  | V  | V  | V  | P  | N  | N  | P  | P  | P  | P  |
| Posizione | 6 | 3 | 10 | 4 | 13 | 8 | 10 | 11 | 9 | 9  | 10 | 10 | 8  | 7  | 5  | 6  | 4  | 6  | 6  | 8  | 6  | 6  | 6  | 6  | 6  | 6  | 6  | 7  | 8  | 8  |

Legenda:

Luogo: C = Casa; T = Trasferta. Risultato: V = Vittoria; N = Pareggio; P = Sconfitta.

### Statistiche dei giocatori
| Giocatore     | Bundesliga | Bundesliga | Bundesliga  | Bundesliga | Coppa di Germania | Coppa di Germania | Coppa di Germania | Coppa di Germania | Coppa delle Fiere | Coppa delle Fiere | Coppa delle Fiere | Coppa delle Fiere | Totale   | Totale | Totale      | Totale     |
| Giocatore     | Presenze   | Reti       | Ammonizioni | Espulsioni | Presenze          | Reti              | Ammonizioni       | Espulsioni        | Presenze          | Reti              | Ammonizioni       | Espulsioni        | Presenze | Reti   | Ammonizioni | Espulsioni |
| ------------- | ---------- | ---------- | ----------- | ---------- | ----------------- | ----------------- | ----------------- | ----------------- | ----------------- | ----------------- | ----------------- | ----------------- | -------- | ------ | ----------- | ---------- |
| P. Blusch     | 23         | 1          | 0           | 0          | 2                 | 0                 | 0                 | 0                 | 1                 | 0                 | 0                 | 0                 | 26       | 1      | 0           | 0          |
| H. Eigenbrodt | 0          | 0          | 0           | 0          | 0                 | 0                 | 0                 | 0                 | 0                 | 0                 | 0                 | 0                 | 0        | 0      | 0           | 0          |
| K. Eisenhofer | 0          | 0          | 0           | 0          | 0                 | 0                 | 0                 | 0                 | 0                 | 0                 | 0                 | 0                 | 0        | 0      | 0           | 0          |
| J. Friedrich  | 1          | 0          | 0           | 0          | 0                 | 0                 | 0                 | 0                 | 0                 | 0                 | 0                 | 0                 | 1        | 0      | 0           | 0          |
| W. Herbert    | 1          | 0          | 0           | 0          | 0                 | 0                 | 0                 | 0                 | 1                 | 0                 | 0                 | 0                 | 2        | 0      | 0           | 0          |
| A. Horn       | 0          | 0          | 0           | 0          | 0                 | 0                 | 0                 | 0                 | 0                 | 0                 | 0                 | 0                 | 0        | 0      | 0           | 0          |
| W. Huberts    | 27         | 9          | 0           | 0          | 2                 | 1                 | 0                 | 0                 | 2                 | 1                 | 0                 | 0                 | 31       | 11     | 0           | 0          |
| H. Höfer      | 18         | 1          | 0           | 0          | 2                 | 0                 | 0                 | 0                 | 1                 | 0                 | 0                 | 0                 | 21       | 1      | 0           | 0          |
| H. Kraus      | 22         | 2          | 0           | 0          | 0                 | 0                 | 0                 | 0                 | 1                 | 0                 | 0                 | 0                 | 23       | 2      | 0           | 0          |
| F. Kübert     | 1          | 0          | 0           | 0          | 0                 | 0                 | 0                 | 0                 | 0                 | 0                 | 0                 | 0                 | 1        | 0      | 0           | 0          |
| L. Landerer   | 5          | 0          | 0           | 0          | 0                 | 0                 | 0                 | 0                 | 1                 | 0                 | 0                 | 0                 | 6        | 0      | 0           | 0          |
| G. Lechner    | 17         | 8          | 0           | 0          | 2                 | 0                 | 0                 | 0                 | 0                 | 0                 | 0                 | 0                 | 19       | 8      | 0           | 0          |
| D. Lindner    | 26         | 1          | 0           | 0          | 2                 | 0                 | 0                 | 0                 | 2                 | 0                 | 0                 | 0                 | 30       | 1      | 0           | 0          |
| E. Loy        | 30         | 0          | 0           | 0          | 2                 | 0                 | 0                 | 0                 | 2                 | 0                 | 0                 | 0                 | 34       | 0      | 0           | 0          |
| F. Lutz       | 21         | 0          | 0           | 0          | 2                 | 0                 | 0                 | 0                 | 0                 | 0                 | 0                 | 0                 | 23       | 0      | 0           | 0          |
| L. Schämer    | 20         | 3          | 0           | 0          | 2                 | 0                 | 0                 | 0                 | 2                 | 0                 | 0                 | 0                 | 24       | 3      | 0           | 0          |
| W. Solz       | 19         | 9          | 0           | 0          | 2                 | 0                 | 0                 | 0                 | 1                 | 0                 | 0                 | 0                 | 22       | 9      | 0           | 0          |
| E. Stein      | 21         | 5          | 0           | 0          | 0                 | 0                 | 0                 | 0                 | 2                 | 1                 | 0                 | 0                 | 23       | 6      | 0           | 0          |
| D. Stinka     | 25         | 4          | 0           | 0          | 2                 | 1                 | 0                 | 0                 | 2                 | 1                 | 0                 | 0                 | 29       | 6      | 0           | 0          |
| H. Trimhold   | 20         | 2          | 0           | 0          | 2                 | 1                 | 0                 | 0                 | 2                 | 1                 | 0                 | 0                 | 24       | 4      | 0           | 0          |
| H. Tutschek   | 7          | 3          | 0           | 0          | 0                 | 0                 | 0                 | 0                 | 0                 | 0                 | 0                 | 0                 | 7        | 3      | 0           | 0          |
| R. Weber      | 24         | 0          | 0           | 0          | 0                 | 0                 | 0                 | 0                 | 2                 | 0                 | 0                 | 0                 | 26       | 0      | 0           | 0          |
| H. Weilbächer | 0          | 0          | 0           | 0          | 0                 | 0                 | 0                 | 0                 | 0                 | 0                 | 0                 | 0                 | 0        | 0      | 0           | 0          |
| J. Weilbächer | 2          | 0          | 0           | 0          | 0                 | 0                 | 0                 | 0                 | 0                 | 0                 | 0                 | 0                 | 2        | 0      | 0           | 0          |
| S. Đurić      | 0          | 0          | 0           | 0          | 0                 | 0                 | 0                 | 0                 | 0                 | 0                 | 0                 | 0                 | 0        | 0      | 0           | 0          |